# Patrik Ringborg

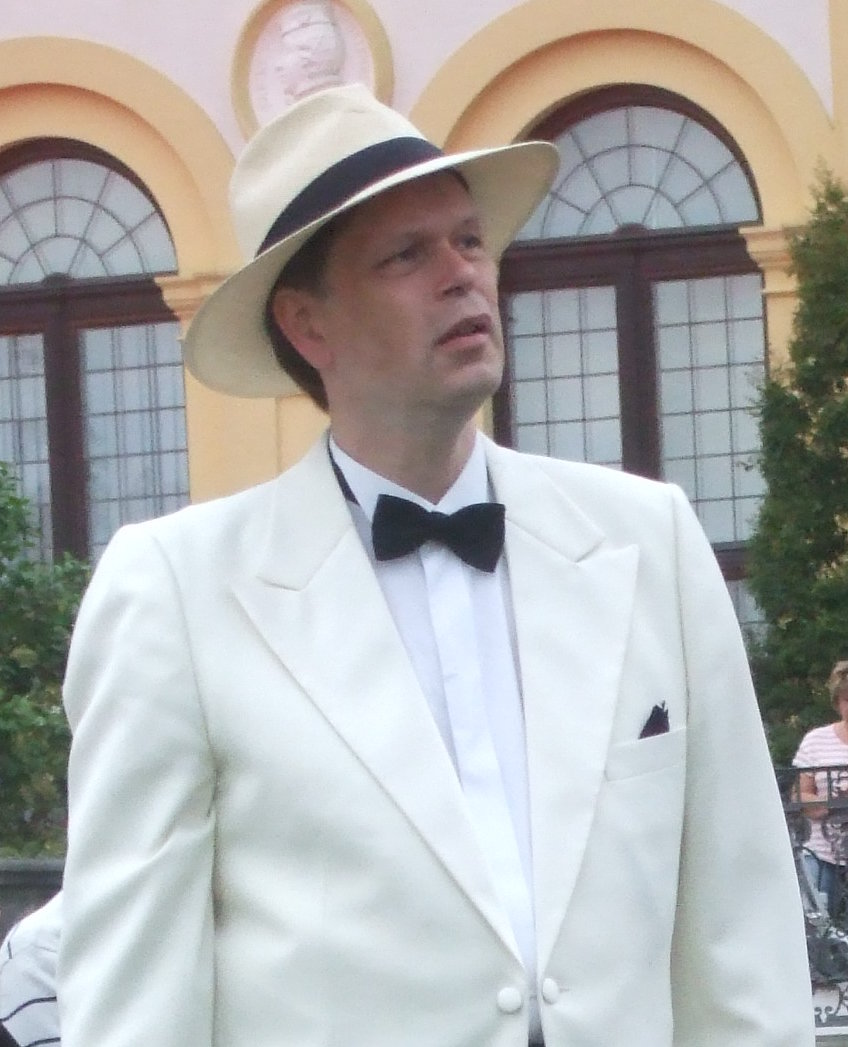
Patrik Ringborg auf dem Sommernachts‐Open‐Air 2016

Patrik Ringborg (* 1. November 1965 in Stockholm) ist ein schwedischer Dirigent und Mitglied der Königlich Schwedischen Musikakademie.

## Werdegang
Nach Studien an der Königlichen Hochschule für Musik in Stockholm sowie bei Hofkapellmeister Kurt Bendix war er ab 1989 als Korrepetitor und Assistent des Chefdirigenten an der Königlichen Oper dort engagiert. Bereits 1988 arbeitete er an der Sächsischen Staatsoper Dresden als Assistent des Chefdirigenten und hatte 1992 die gleiche Position an der Canadian Opera Toronto inne.
1993 debütierte er als Dirigent an der Königlichen Oper Stockholm.
1993 wurde Patrik Ringborg als Kapellmeister am Stadttheater Freiburg engagiert, ab 1995 in der Position des 1. Kapellmeisters. Anschließend folgte 1999 bis 2003 ein Vertrag als 1. Kapellmeister am Aalto-Theater Essen. Nach seiner ersten Spielzeit in Essen wurde Ringborg zusammen mit Stefan Soltesz und John Fiore zum "Besten Dirigenten" gewählt (Neues Rheinland – August 2000). Patrik Ringborg war außerdem Künstlerischer Leiter des deutschen Kurt-Weill-Fests 2000. In der Saison 2006/07 war Patrik Ringborg Chefdirigent am Theater Freiburg. Von August 2007 bis Juli 2017 war Patrik Ringborg  Generalmusikdirektor am Staatstheater Kassel. Er war außerdem Präsident der Orchesterakademie des Staatsorchesters Kassel, Gründer des Opernstudios am Staatstheater und künstlerischer Leiter der Gustav-Mahler-Festtage.

## Gastdirigate
Mit einer vielfältigen Konzerttätigkeit und einem breit gestreuten und weit über sein Hauptrepertoire von Wagner und Strauss hinausgehenden Opernrepertoire von neunzig Musiktheaterwerken im Repertoire gehört Ringborg zu den erfolgreichsten schwedischen Dirigenten. Seine Gastdirigate führten ihn u. a. zu der Sächsischen Staatskapelle Dresden, dem Radio-Sinfonie-Orchester Frankfurt, dem WDR Sinfonieorchester Köln, dem Orchester der Deutschen Oper Berlin, dem Gürzenich-Orchester, dem Münchner Rundfunkorchester, der Deutschen Kammerphilharmonie Bremen, der Staatskapelle Weimar, der Robert-Schumann-Philharmonie Chemnitz, den Essener, Dortmunder und den Stuttgarter Philharmonikern, den Münchner Symphonikern sowie zu den Staatsorchestern in Bremen und Nürnberg. In Schweden gastierte er bei allen bedeutenden Orchestern und war zudem in Finnland, Frankreich, Irland, Italien, Norwegen, Spanien, Ungarn und Österreich als Dirigent tätig.
Bei der Nobelpreisverleihung 2008 dirigierte er die Königlichen Philharmoniker Stockholm, ein Orchester, bei dem er seit 1996 mehrfach zu Gast war. 2009 folgte sein Debüt bei den Göteborger Sinfonikern, Schwedens Nationalorchester, und 2011 findet sein Debüt mit dem Staatlichen Sinfonieorchester Estlands statt.
Seit dem Debüt mit Tannhäuser 1998 gastierte Patrik Ringborg jährlich an der Oper in Göteborg und dirigierte dort acht Jahre lang sämtliche Wagner-Produktionen. Im Herbst 2000 wurde er zum 1. Gastdirigenten ernannt und leitete 2003 die Göteborger Erstaufführung von Tristan und Isolde. Nach dieser Produktion wurde der Opernpreis der Tageszeitung Svenska Dagbladet dem Göteborger Opernorchester verliehen, außerdem wurde Ringborg für den jährlichen Preis der schwedischen Zeitschrift Opera nominiert. 2011 hatte der Dirigent die musikalischen Leitung einer Premiere von Salome in der Regie von Peter Konwitschny inne und 2015 folgte die Uraufführung von Hans Gefors’  Notorious.
Seit dem Debüt mit Werther 2004 war Patrik Ringborg fünf Jahre lang ständiger Gastdirigent am Deutschen Nationaltheater Weimar und leitete die Staatskapelle Weimar auch bei Sinfoniekonzerten und während einer Konzertreise nach Italien. Als Operndirigent gastierte er außerdem u. a. mit La Bohème an der Wiener Volksoper, mit Nabucco an der Sächsischen Staatsoper Dresden sowie mit La forza del destino an der Deutschen Oper Berlin, wo er zuletzt auch Wiederaufnahme von Manon Lescaut dirigierte.
Im Mai 2009 debütierte Patrik Ringborg an der Norwegischen Nationaloper mit einer Premiere von Elektra und 2014 leitet er wieder eine Neuproduktion in diesem Haus. Im Frühjahr 2010 folgte sein Debüt an der Oper Köln mit Der Rosenkavalier (einschließlich der Abschiedsvorstellungen von Dame Kiri Te Kanawa). Bei den Opernfestspielen 2010 in Savonlinna leitete er wieder Elektra, diesmal in einem Gastspiel mit der Königlichen Oper Stockholm. Im Herbst 2013 folgte das Stockholmer Operndebüt mit einer Neuproduktion von Parsifal in der Regie von Christof Loy und 2016 leitete er dort die Uraufführung von Daniel Börtz’ Medea.
2014 wurde er mit dem Svenska-Dagbladet-Opernpreis ausgezeichnet, 2022 erhielt er vom schwedischen König Carl XVI. Gustaf die Goldmedaille "Litteris et Artibus" und 2023 wurde er mit der Hugo-Alfvén-Goldmedaille der königl. schwedischen Musikakademie geehrt.

## Ausgewählte Opernproduktionen
- Salome: Freiburger Theater (konzertant), 1996
- Cavalleria rusticana/I Pagliacci: Göteborger Oper, 1999
- Faust: Aaltotheater Essen, 2000
- Hänsel und Gretel: Aaltotheater Essen, 2000
- Orpheus von Hans Werner Henze: Aaltotheater Essen, 2001
- Manon Lescaut: Göteborger Oper, 2002
- Andrea Chénier: Aaltotheater Essen, 2003
- Tristan und Isolde: Göteborger Oper, 2003
- Die Walküre: Göteborger Oper, 2004
- Lady Macbeth von Mzensk: Deutsches Nationaltheater Weimar, 2006
- Das Rheingold: Theater Freiburg, 2006
- Elektra: Theater Freiburg, 2007
- Tosca: Deutsches Nationaltheater Weimar, 2008
- Peter Grimes: Staatstheater Kassel, 2008
- Salome: Staatstheater Kassel, 2008
- Dialogues des Carmélites: Staatstheater Kassel, 2009
- Elektra: Norwegischen Nationaloper Oslo, 2009
- Die Meistersinger von Nürnberg: Staatstheater Kassel, 2010
- Der Rosenkavalier: Oper Köln, 2010
- Lear: Staatstheater Kassel, 2010
- Lohengrin: Staatstheater Kassel, 2011
- Salome: Göteborger Oper 2011
- Lady Macbeth von Mzensk: Staatstheater Kassel, 2011
- Die Zauberflöte: Staatstheater Kassel, 2011
- Parsifal: Staatstheater Kassel, 2012
- Das Rheingold: Dalhalla Oper, 2013
- Parsifal: Königl. Oper Stockholm, 2013
- Die Frau ohne Schatten: Staatstheater Kassel, 2014
- Der Rosenkavalier: Staatstheater Kassel, 2014
- Turandot: Staatstheater Kassel, 2015
- Notorious: Göteborger Oper, UA 2015
- Medea: Königl. Oper Stockholm, UA 2016
- Die tote Stadt: Staatstheater Kassel, 2016
- Le nozze di Figaro: Staatstheater Kassel, 2016
- Elektra: Staatstheater Kassel, 2017
- Ariadne auf Naxos: Göteborger Oper, 2018
- Der Park: Malmö Oper, 2018
- Höstsonaten: Malmö Oper, 2019
- Schlagt sie tot!: Malmö Oper, UA 2019
- Herr Arnes Schatz: Göteborger Oper, 2022
- Die Schwestern: Malmö Oper, UA 2022
- Die Sache Makropulos: Malmö Oper, 2023
- Death and the Maiden: Malmö Oper, 2024
- Salome: Malmö Oper, 2025
- Lohengrin: Malmö Oper, 2025

## Diskografie (Auswahl)
- "Växlar". Stockholms Läns Blåsarsymfoniker. Dirigent: Patrik Ringborg. Werke des 20. Jahrhunderts für Blasorchester von u. a. Hugo Alfvén, Anders Hillborg und Erland von Koch, Twin Music TMCD-18, 1993.
- "Höga Visan". Sveriges Radios Symfoniorkester, Radiokören. Dirigenten: Patrik Ringborg, Mats Rondin und Manfred Honeck. Werke von Natanael Berg, Phono Suecia PSCD 721, 2003.